# Nordenskiöldland
Nordenskiöldland (Noors: Nordenskiöld Land) is een schiereiland op het eiland Spitsbergen, dat deel uitmaakt van de Noorse eilandengroep Spitsbergen.
Het schiereiland wordt aan de noordwestzijde begrensd door de fjord Isfjorden en Sassenfjorden, aan de oostzijde door de dalen Sassendalen, Eskerdalen, uitkomend op de oostkant van Adventdalen, Lundströmdalen en het benedendeel van Kjellströmdalen, in het zuiden door de fjorden Braganzavågen, Van Mijenfjorden en Bellsund en in het westen door de Groenlandzee. Ten noorden ligt aan de overzijde van het fjord het Oscar II-land, James I-land, Dicksonland en Bünsowland, naar het oosten Sabineland, naar het zuidoosten Heerland en naar het zuiden aan de overzijde van het fjord Nathorstland.
Het zuidwestelijk deel van het gebied is gelegen in Nationaal park Nordenskiöldland, sinds 2021 onderdeel van het grotere Nationaal park Van Mijenfjord.
Het schiereiland is vernoemd naar ontdekkingsreiziger Adolf Erik Nordenskiöld.